# Meilersdorf
Meilersdorf ist eine Katastralgemeinde der Gemeinde Wolfsbach im Bezirk Amstetten in Niederösterreich.

## Geschichte
Laut Adressbuch von Österreich waren im Jahr 1938 in der Ortsgemeinde Meilersdorf ein Autobusunternehmer, ein Binder, drei Gastwirte, drei Gemischtwarenhändler, ein Glaser, ein Schlosser, zwei Schmiede, ein Schneider und drei Schneiderinnen, ein Schuster,  ein Tischler, ein Wagner und zahlreiche Landwirte ansässig.

## Siedlungsentwicklung
Zum Jahreswechsel 1979/80 befanden sich in der Katastralgemeinde Meilersdorf insgesamt 171 Bauflächen mit 73848 m² und 140 Gärten auf 522623 m², 1989/90 waren es 165 Bauflächen. 1999/2000 war die Zahl der Bauflächen auf 192 angewachsen, und 2009/10 waren es 225 Gebäude auf 376 Bauflächen.

## Landwirtschaft
Die Katastralgemeinde ist landwirtschaftlich geprägt. 862 Hektar wurden zum Jahreswechsel 1979/1980 landwirtschaftlich genutzt und 55 Hektar waren forstwirtschaftlich geführte Waldflächen. 1999/2000 wurde auf 898 Hektar Landwirtschaft betrieben und 56 Hektar waren als forstwirtschaftlich genutzte Flächen ausgewiesen. Ende 2018 waren 862 Hektar als landwirtschaftliche Flächen genutzt und Forstwirtschaft wurde auf 61 Hektar betrieben. Die durchschnittliche Bodenklimazahl von Meilersdorf beträgt 47,6 (Stand 2010).